# State of Grace
El clan de los irlandeses, cuyo título original en inglés es State of Grace es una película estadounidense de gánsteres/cine negro, estrenada en 1990. Fue dirigida por Phil Joanou, escrita por Dennis McIntyre, la banda sonora original es de Ennio Morricone, y fue protagonizada por Sean Penn, Ed Harris y Gary Oldman, junto a Robin Wright, John Turturro y John C. Reilly, entre otros.
La película rodada en la ciudad de Nueva York, trata sobre un pequeño grupo de gánsteres de origen irlandés que opera en dicha ciudad, en la sección de Times Square, conocida como Hell's Kitchen. Cuando su territorio es amenazado, el jefe, Frankie Flannery intenta arreglar una alianza con la mafia italiana, históricos rivales. Esta película está inspirada en banda de gánsteres conocidos como "The Westies".
El famoso crítico Roger Ebert, impresionado por la actuación, escribió: "La actuación de Gary Oldman en la película es lo mejor... el personaje de Oldman es más puro. Actúa solo en la base de sus instintos y prejuicios, fuera de la venganza y el miedo".
La palabra "fuck" y sus derivadas, es usada aproximadamente en 210 ocasiones durante toda la película, un promedio de 1,5 veces por minuto.

## Sinopsis
Frankie (Ed Harris) le da la bienvenida a Terry Noonan (Sean Penn), quien vuelve al barrio y a la organización después de una larga ausencia. Durante su tiempo fuera, Terry se transformó en policía en Boston, esto es desconocido por el resto del grupo. Terry se infiltra en la banda para derrotar a los gánsteres irlandeses antes de que hagan un trato con la mafia italiana.

## Reparto
- Sean Penn - Detective Terry Noonan
- Ed Harris - Frankie Flannery
- Gary Oldman - Jackie Flannery
- Robin Wright - Kathleen Flannery
- John Turturro - Detective Nick Richardson
- John C. Reilly - Stevie McGuire
- R.D. Call - Pat Nicholson
- Joe Viterelli - Joe Borelli
- Burgess Meredith - Finn
- Marco St. John - Jimmy Cavello
- Mo Gaffney - Maureen Flannery
- Deirdre O'Connell - Irene
- Thomas G. Waites - Ed
- Brian Burke - Hombre de Frankie
- Michael Cumpsty - Ryan
- Michael Cunningham - Hombre de Frankie
- Vincent Pastore - Hombre de Borelli
- James Russo - DeMarco